# Hirofumi Yoshida

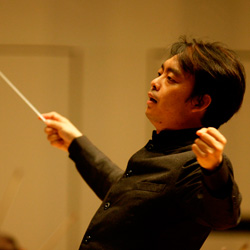
Hirofumi Yoshida

Hirofumi Yoshida (jap. 吉田 裕史, Yoshida Hirofumi; * 1968 in Hokkaidō) ist ein japanischer Dirigent. Gegenwärtig lebt er in Italien.

## Ausbildung
Sein Vater Toru stammt aus Tokyo, seine Mutter Ayako aus Hokkaidō. Yoshida besuchte die Konodai Oberschule, dann verfolgte er seine Leidenschaft und schrieb sich am Tokyo College of Music ein. Er spezialisierte sich auf Klavier mit Yukiko Okafuji, auf Kontrabass mit Mitsuru Onozaki, auf Musikwissenschaft mit Reiko Arima und Tomiko Kojiba und auf Dirigieren mit Yasuhiko Shiozawa, Jun-Ichi Hirokami und Yujiro Tsuda.
Zwischen den Jahren 1994 und 1995 zog er nach Wien und erhielt den Masterabschluss an der Universität für Musik und darstellende Kunst Wien bei Hans Graf und Julius Kalmar. 1996 bekam er den Advanced Music Master am Konservatorium von Chigiana in Siena bei Juri Temirkanov und Myung-Whun Chung.

## Karriere
Zwischen 1994 und 1999 begann die Karriere von Maestro Yoshida dank der Zusammenarbeit mit dem Dirigenten des Tokyo Nikikai Opera Theatre, wo er hauptsächlich die Opern von Mozart, wie Die Hochzeit des Figaro, Die Zauberflöte und Così fan tutte, dirigierte.
1999 bekam er ein staatliches Stipendium, um Erfahrung im Bereich der Oper zu erwerben. Von der Agentur der Kultur gesandt, kam er mit dem Status eines Künstlers und Forschers nach Europa. Das Stipendium erlaubte ihm, drei Theater von internationalem Ruhm zu besuchen: das Malmö Musik Teater in Schweden, das Nationaltheater Mannheim und die Bayerische Staatsoper in München.
2001, zwei Jahre später, nahm er am „Internationalen Wettbewerb Maazel-Vilar für Dirigenten“ als asiatischer Kandidat teil. 2002 war Yoshida der erste Dirigent, der den Preis als junges Talent im Bereich Lyrische Oper beim Gotoh Memorial Cultural Award bekam. 2003 gewann er ein zweites Stipendium der Stiftung „Rohm Music Foundation“, um die italienischen Texte in Rom am Opernhaus von Rom und am Theater San zu vertiefen. Außerdem war er als Gastdirigent beim Adygeyan Republic National Symphony Orchester in Russland eingeladen.
2004 war er erstmals als künstlerischer Leiter an der Oper von Ichikawa tätig. Dank des dritten Platzes bei der „Béla Bartók Memorial International Opera Conducting Competition“, die das erste Mal veranstaltet wurde, debütierte er im Jahr 2005 mit Tosca von Puccini in Europa. Das Debüt setzte sich beim Opernhaus von Rom mit Cavalleria rusticana und Rigoletto fort. Dann arbeitete er mit dem Sinfonischen Orchester von Siebenbürgen und der Orchestra Concert von Budapest.
2006 debütierte er mit großem Erfolg beim Teatro Giuseppe Verdi in Triest mit der Ballettgruppe des Opernhauses Rom mit Carla Fracci. Außerdem dirigierte er das Keio Wagner Society Orchester beim Musikverein von Wien und der Smetana Hall in Prag. Gleichzeitig studierte er weitere Opern von Puccini ein. In der Ichikawa Opera dirigierte Yoshida 2004 Puccinis Edgar als Erstaufführung in Japan.
2007 debütierte er in der Sommersaison am Opernhaus von Rom in den Caracalla-Thermen und dirigierte Pagliacci und das Ballett Romeo und Julia unter der Leitung von Carla Fracci, da es im Jahr zuvor einen großen Erfolg gefeiert hatte.
Dank dieser Mitarbeit hatte der Maestro die Möglichkeit, mit dem erfolgreichen Direktor Beppe Menegatti zu arbeiten.
Im gleichen Jahr wurde der Maestro vom Nationaltheater Kairo eingeladen, die Verdis Aida zu dirigieren. Das Taatro Giuseppe Verdi in Triest lud ihn im selben Jahr ein, das Opernorchester bei dem Ballett von Antonio Marquez „La visa breve“ zu dirigieren. In diesem Jahr dirigierte er auch Tosca in der Oper von Cluj-Napoca in Rumänien.
Dank des großen Erfolgs des vorherigen Jahres am Nationaltheater von Kairo lud das Opernhaus Kairo im Jahr 2008 Yoshida ein, Puccinis „Madama Butterfly“ zu dirigieren, was den kulturellen Beziehungen seiner japanischen Wurzeln und der Geschichte, die Puccini heraufbeschwören wollte, geschuldet war. Es war auch das Jahr von La Traviata von Verdi in Paris, Die Hochzeit des Figaro in Tokyo und der japanischen Version von einigen wichtigen Szenen von Die Geschichte von Genji von Minor Miki, die das erste Mal in Japan gebracht wurden. Außerdem zeigte der Maestro die europäische Oper Don Carlos in Hong Kong, im Osten.
2009 war gezeichnet von der Beziehung, die Yoshida zwischen seiner Geburtskultur und der des gastgebenden Staats durch seine Beherrschung den Opern von Puccini schaffen wollte. In Italien trug er eine andere Oper der kulturellen Tradition des Ostens, die Turandot von Puccini, am Theater Marrucino von Chieti vor, um den Schnittpunkt zwischen europäischer und orientalischer Kultur hervorzuheben.
Andere Ereignisse des gleichen Jahres waren: die Wahl von Yoshida zum Gewinner des Preises „best of 2009: Behind the Scenes“ der APA-Abteilung (Asia Pacific Arts); der Vortrag von Der Liebestrank von Donizetti in Ercolano mit dem Orchester vom San Carlo Theater von Neapel und Die Hochzeit des Figaro von Mozart in Tokyo.
2010 hatte der Maestro eine wichtige Stelle im Festival für Puccini von Torre del Lago, als erster japanischer Dirigent, der Puccinis Turandot zusammen mit dem berühmten Regisseur Maurizio Scaparro vorstellte. Im selben Jahr dirigierte er auch Rigoletto bei den wichtigsten internationalen Theatern, darunter das Sozialtheater Giglio di Lucca und das Theater Marialisa De Coralis von Sassari. In diesem Jahr begann Yoshida als Leiter des Sozialtheaters von Mantova. Daneben debütierte er im Nationalen Opernhaus von Lettland mit La Traviata.
Dank der Zusammenarbeit zwischen Yoshida und der japanischen Regierung, zusammen mit der Region Piemont und der Gemeinde von Novara, entstand das „Japan Festival 2011“. Im selben Jahr leitete Yoshida auch das Orchester des Theater Carlo Felice in Genua.

## Repertoire
- Die Rose Garden, 1697
- La serva padrona, 1733
- Die Hochzeit des Figaro, 1786
- Don Giovanni, 1787
- Così fan tutte, 1790
- Die Zauberflöte, 1791
- La sonnambula, 1831
- L’elisir d’amore, 1832
- Rigoletto, 1851
- La traviata, 1853
- Don Carlos, 1867
- Aida, 1871
- Die Piraten von Penzance, 1879
- Edgar, 1989
- Cavalleria rusticana, 1890
- Pagliacci, 1892
- Hänsel und Gretel, 1893
- La Bohème, 1896
- Fedora, 1898
- Tosca, 1900
- Madama Butterfly, 1904
- La rondine, 1917
- Suor Angelica, 1918
- Turandot, 1926
- Genji Monogatari, 1999